# شکری غانم
شکری غانم (عربی: شكري محمد إمحمد غانم؛ ۹ اکتبر ۱۹۴۲ – ۲۹ آوریل ۲۰۱۲) سیاستمدار اهل لیبی بود.